# Kubota
A Kubota Corporation (japánul 株式会社クボタ Kabushiki-kaisha Kubota) egy japán, oszakai székhelyű traktor- és nehézgépgyártó cég. A társaság 1890-ben alakult. A vállalat számos terméket gyárt, köztük traktorokat és mezőgazdasági berendezéseket, motorokat, építőipari berendezéseket, csöveket, szelepeket, öntött fémeket, szivattyúkat és berendezéseket a víztisztításhoz, szennyvízkezeléshez és légkondicionáláshoz.

## Termékek

Kubota gépek
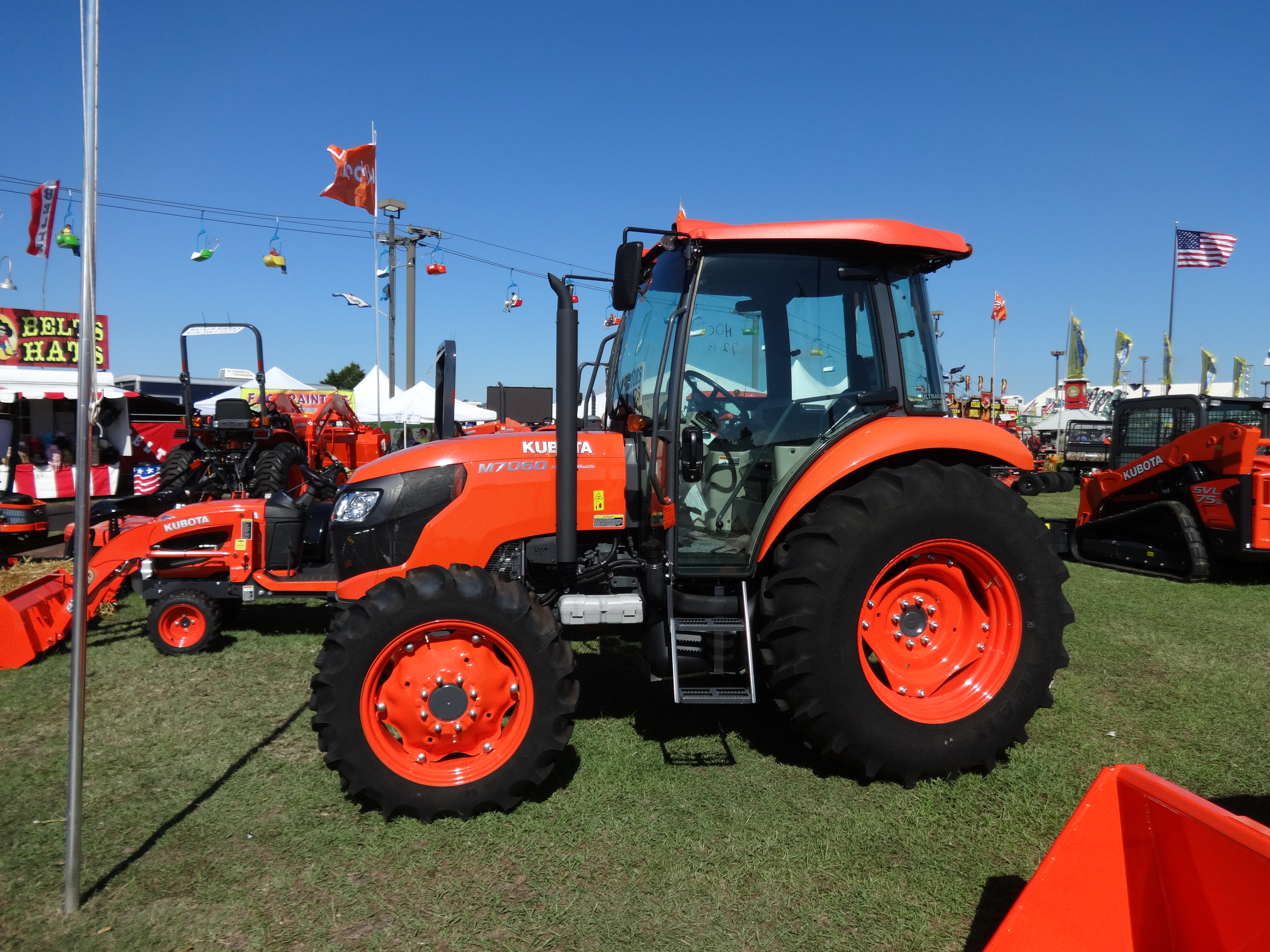
Traktor M7060
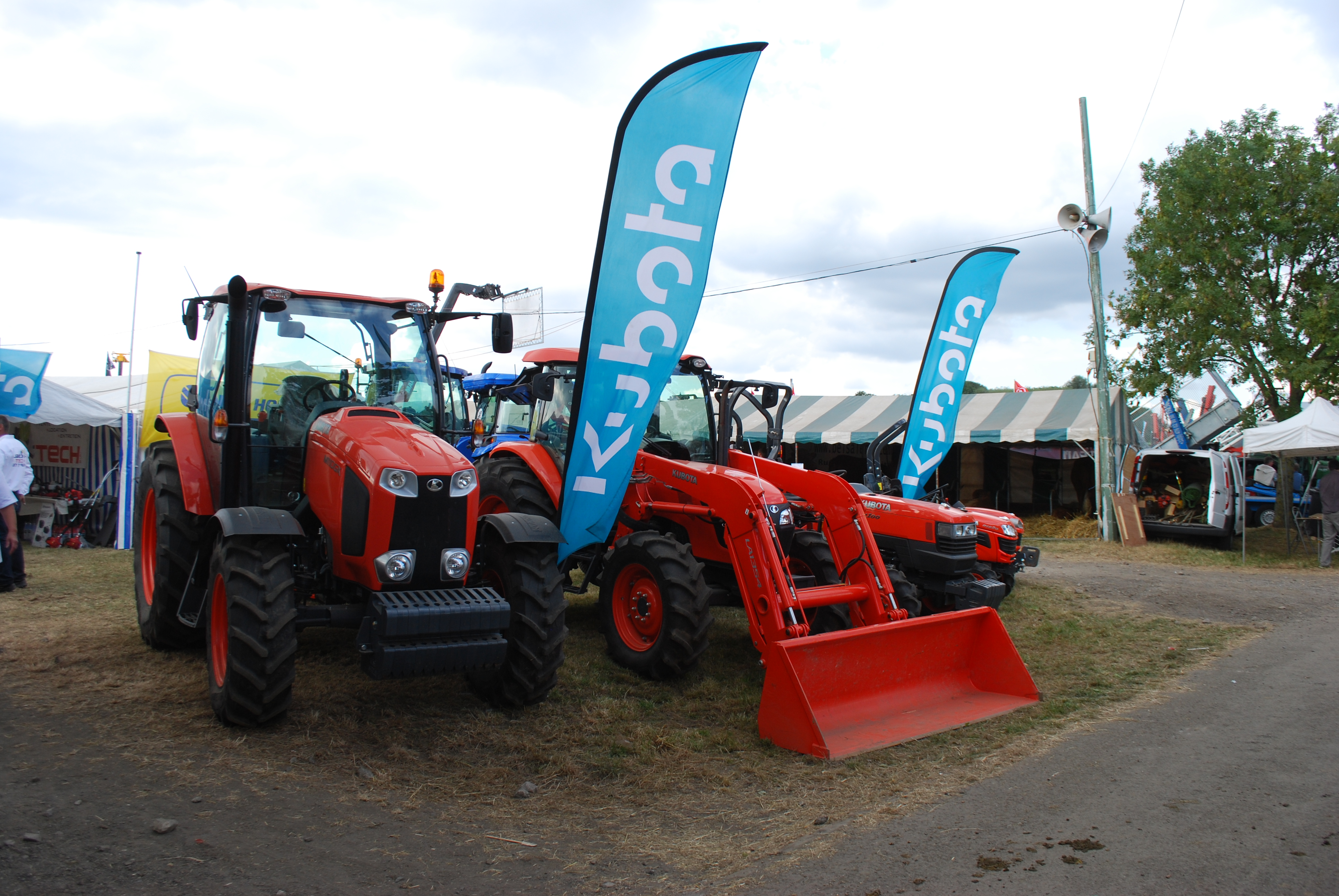
Traktorok
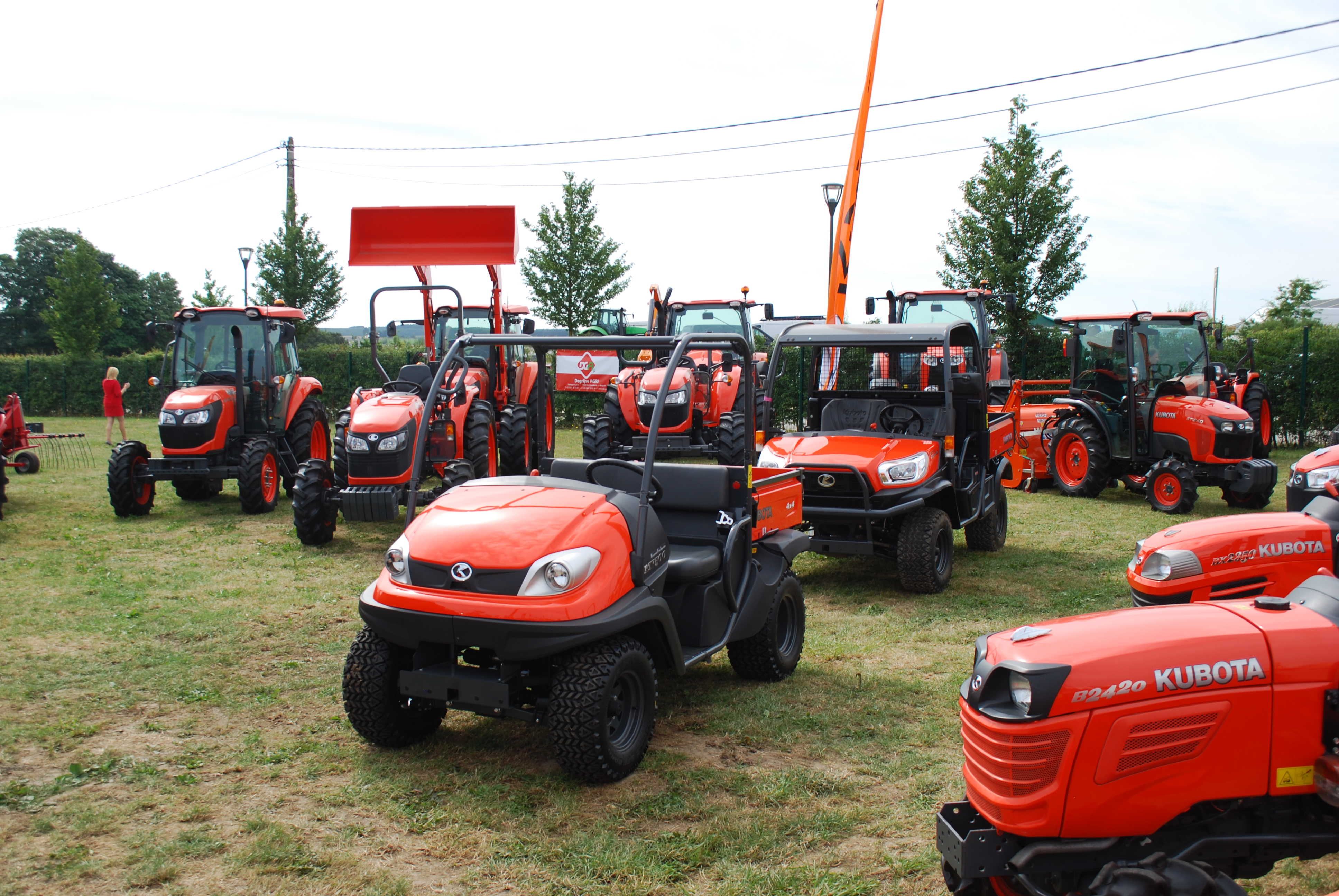
Traktor B2420 & RTV
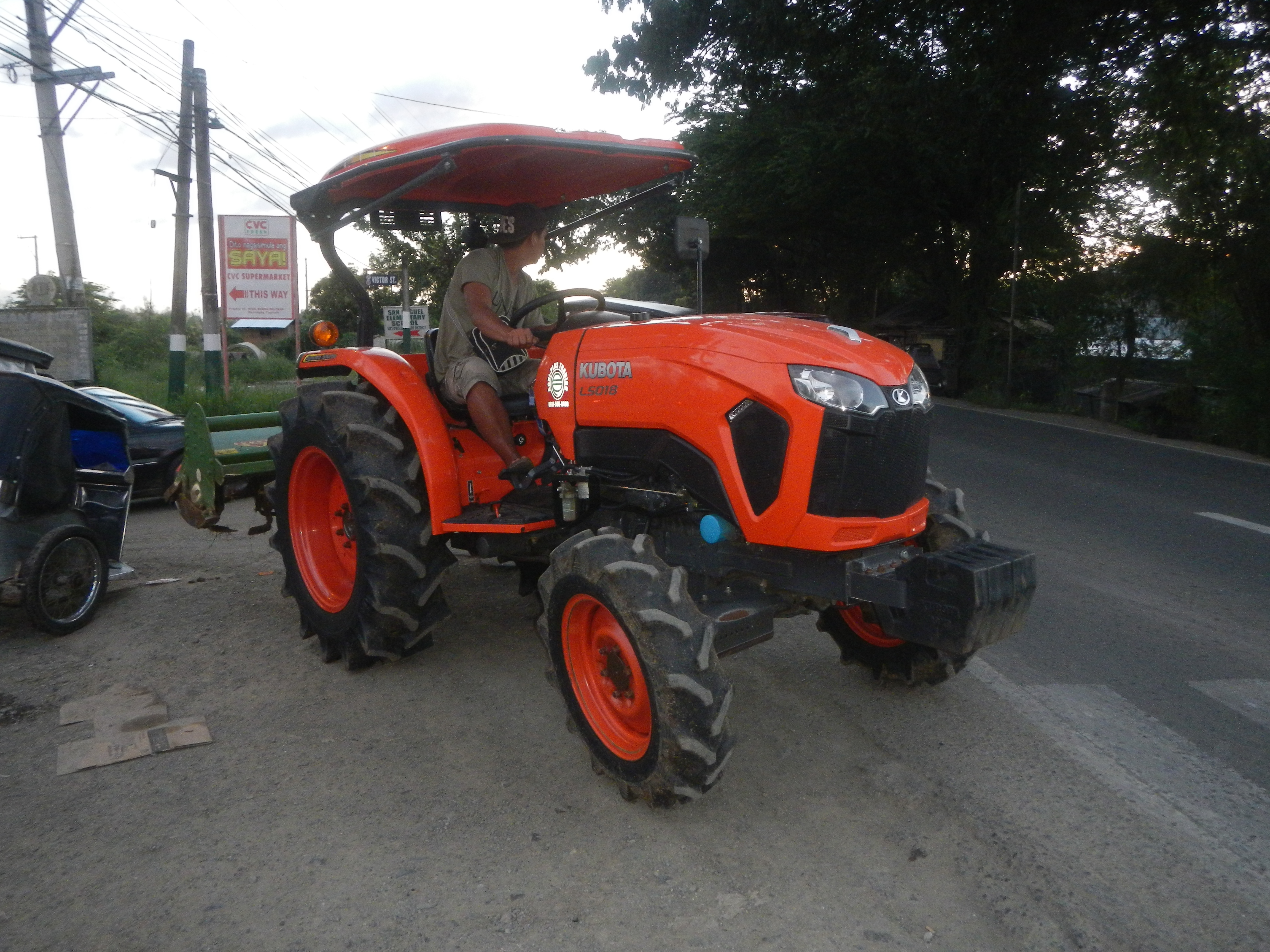
Traktor L5018
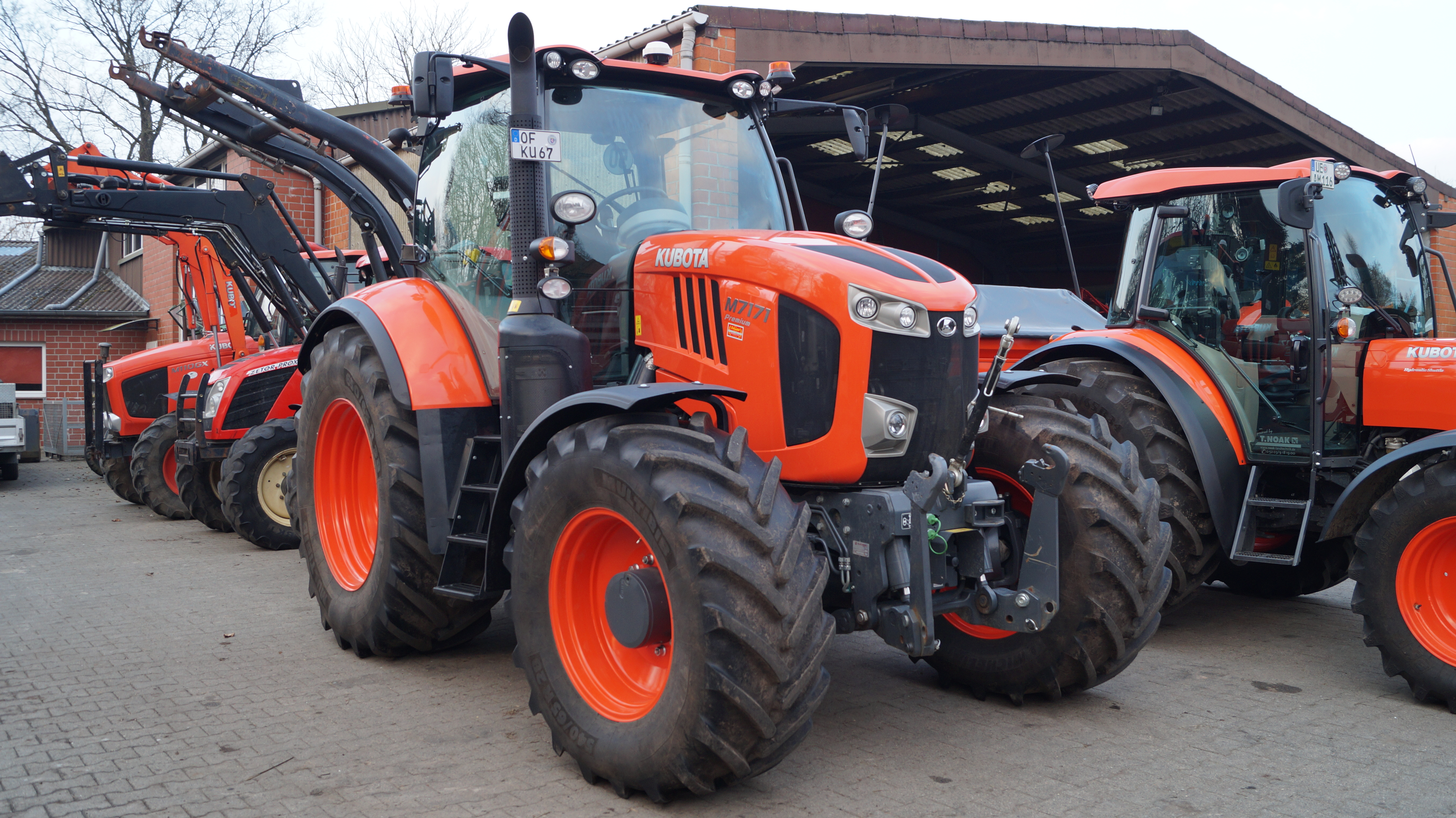
Kubota M7171
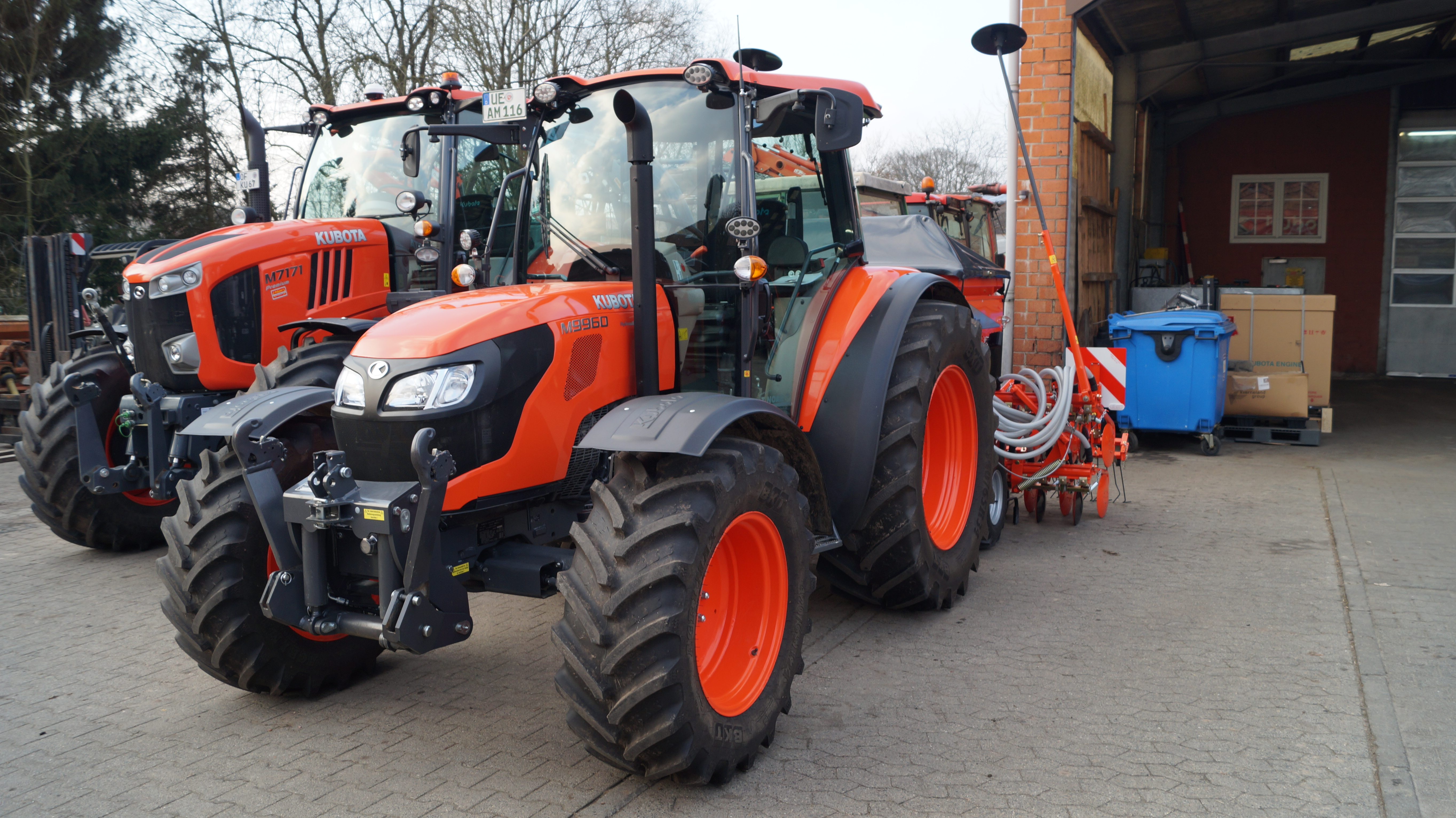
Kubota M9960
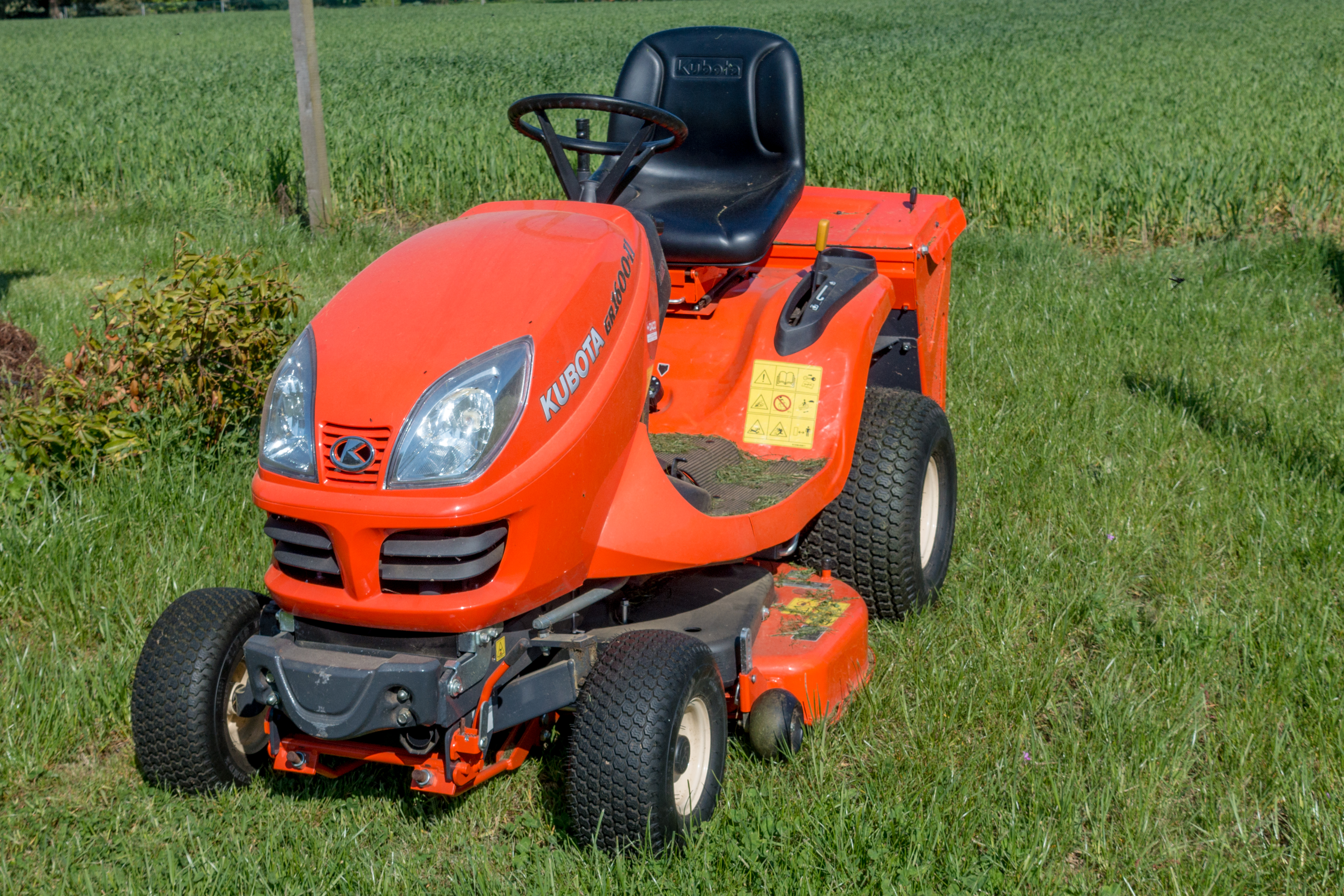
Fűnyíró
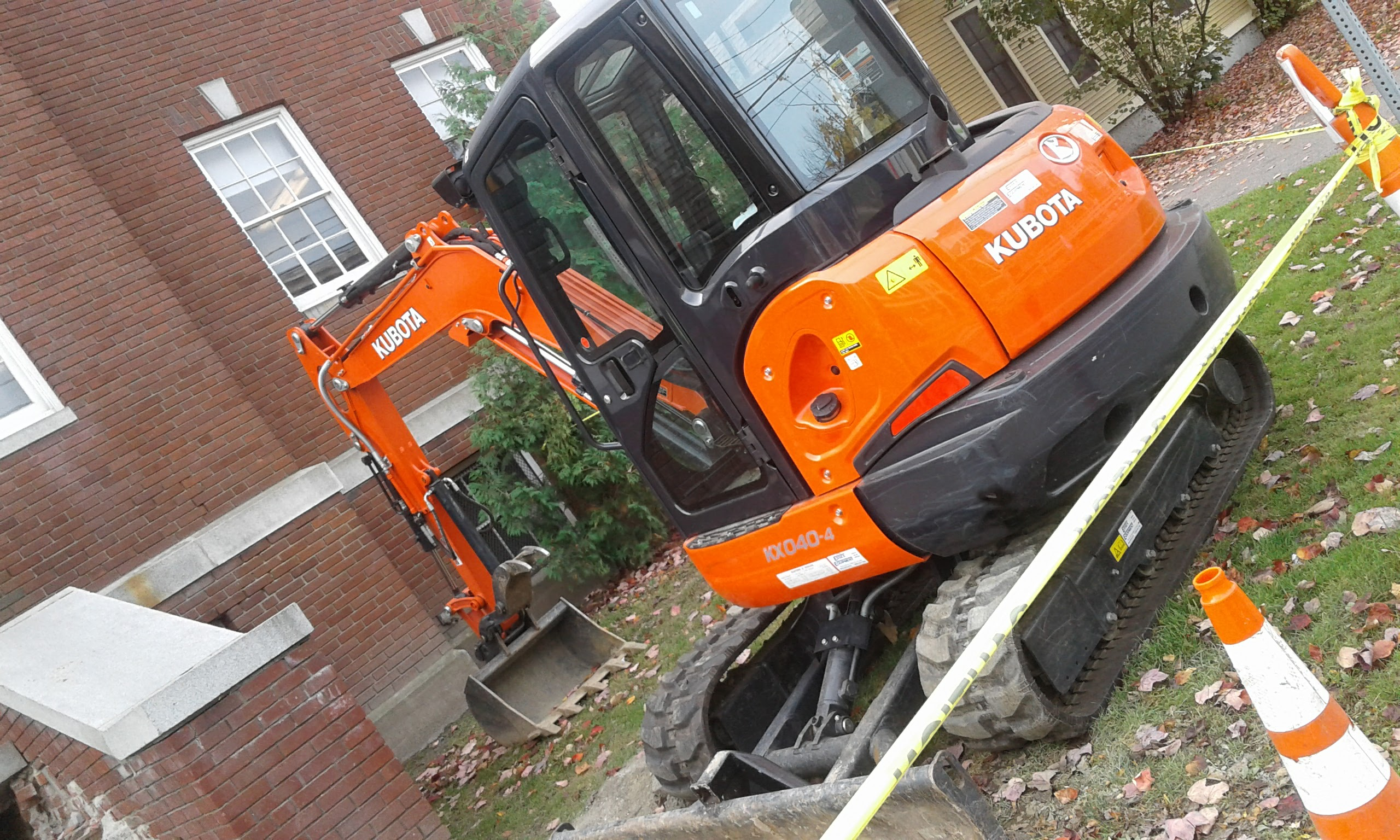
Exkavátor KX040-4
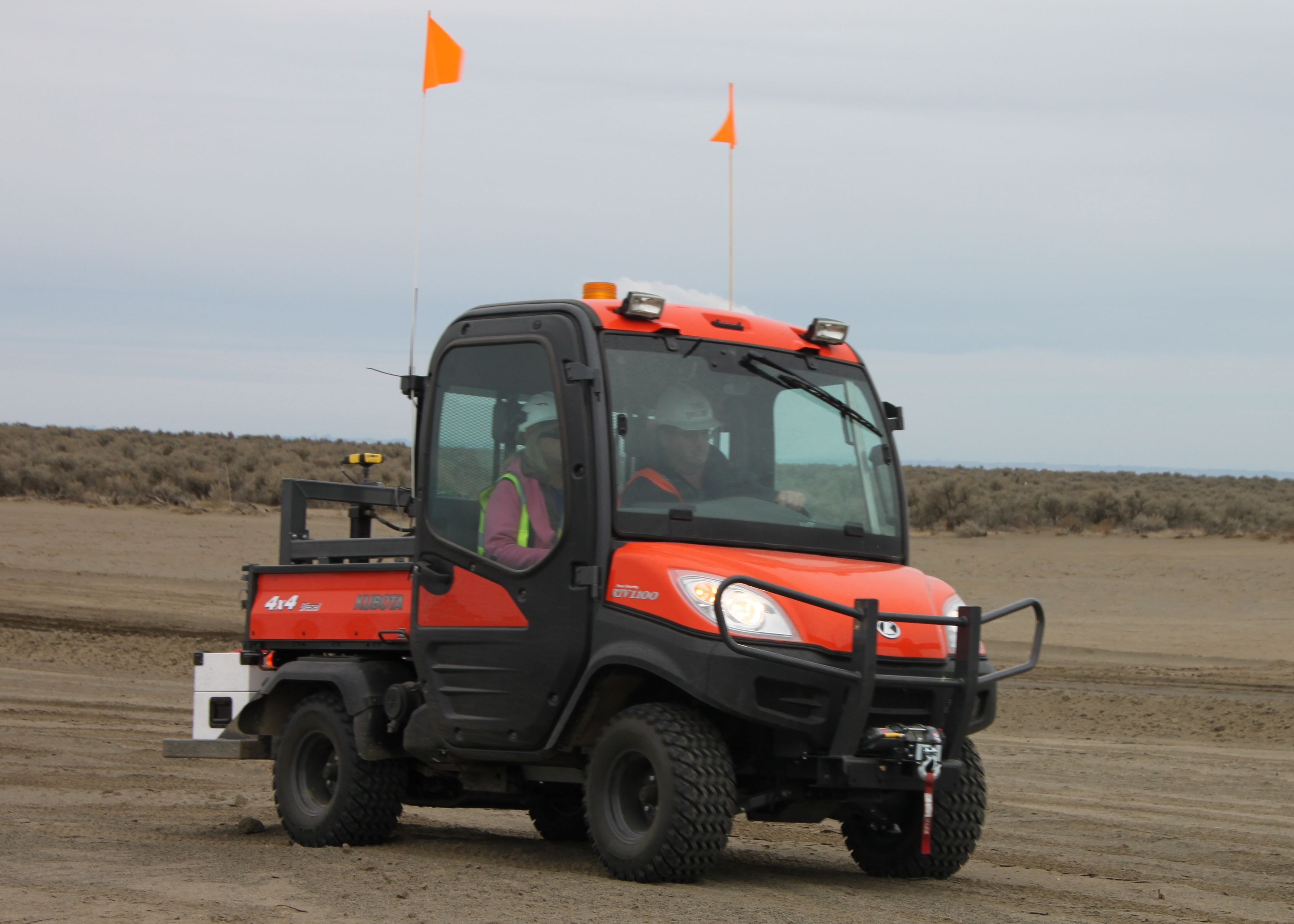
Kubota RTV

## Fordítás
- Ez a szócikk részben vagy egészben  a   Kubota című angol Wikipédia-szócikk fordításán alapul.  Az eredeti cikk szerkesztőit annak laptörténete sorolja fel. Ez a jelzés csupán a megfogalmazás eredetét és a szerzői jogokat jelzi, nem szolgál a cikkben szereplő információk forrásmegjelöléseként.